# Pterasteridae
Pterasteridae, del griego clasico πτερόν (pterón), "ala", y ἀστήρ (astḗr), "estrella", es una familia de estrellas de mar del orden Velatida. Contiene ocho géneros.
Su cuerpo generalmente macizo, de 5 a 8 radios, rara vez 4 o 9. La superficie dorsal del cuerpo modificada por numerosas paxilas que sostienen a una membrana supradorsal, limitando así una cámara incubadora o gonocodium que comunica al exterior por el ósculo central y por numerosos espiráculos. La membrana supradorsal puede ser delgada o traslúcida, con fibras musculares delgadas, o bien gruesa y carnosa; puede contener placas calcáreas o  a menudo abundantes glándulas mucosas, cuyo mucus es a veces fosforescente.
Las espinas adambulacrales generalmente están unidas por membranas formando abanicos transversales. Las espinas actinolaterales están unidas por la misma membrana con la espina adambulacral externa; en la mayoría de los géneros esta espina alcanza el borde del cuerpo y sostiene a la membrana actinolateral. En la base de las placas adambulacrales se encuentra un orificio segmental.
Las placas orales presentan espinas generalmente unidas por una membrana, una o varias espinas inclinadas o erectas. Los pies ambulacrales están bien desarrollados, son bi o tetra seriados. No presentan pedicelarios.

## Géneros
De acuerdo al World Register of Marine Species : 
- Amembranaster Golotsvan, 1998 -- 1 especie
- Benthaster Sladen, 1882 -- 3 especies
- Calyptraster Sladen, 1882 -- 5 especies
- Diplopteraster Verrill, 1880 -- 7 especies
- Euretaster Fisher, 1940 -- 3 especies
- Hymenaster Thomson, 1873 -- 51 especies
- Hymenasterides Fisher, 1911 -- 2 especies
- Pteraster Müller & Troschel, 1842 -- 46 especies